# Sungaya inexpectata

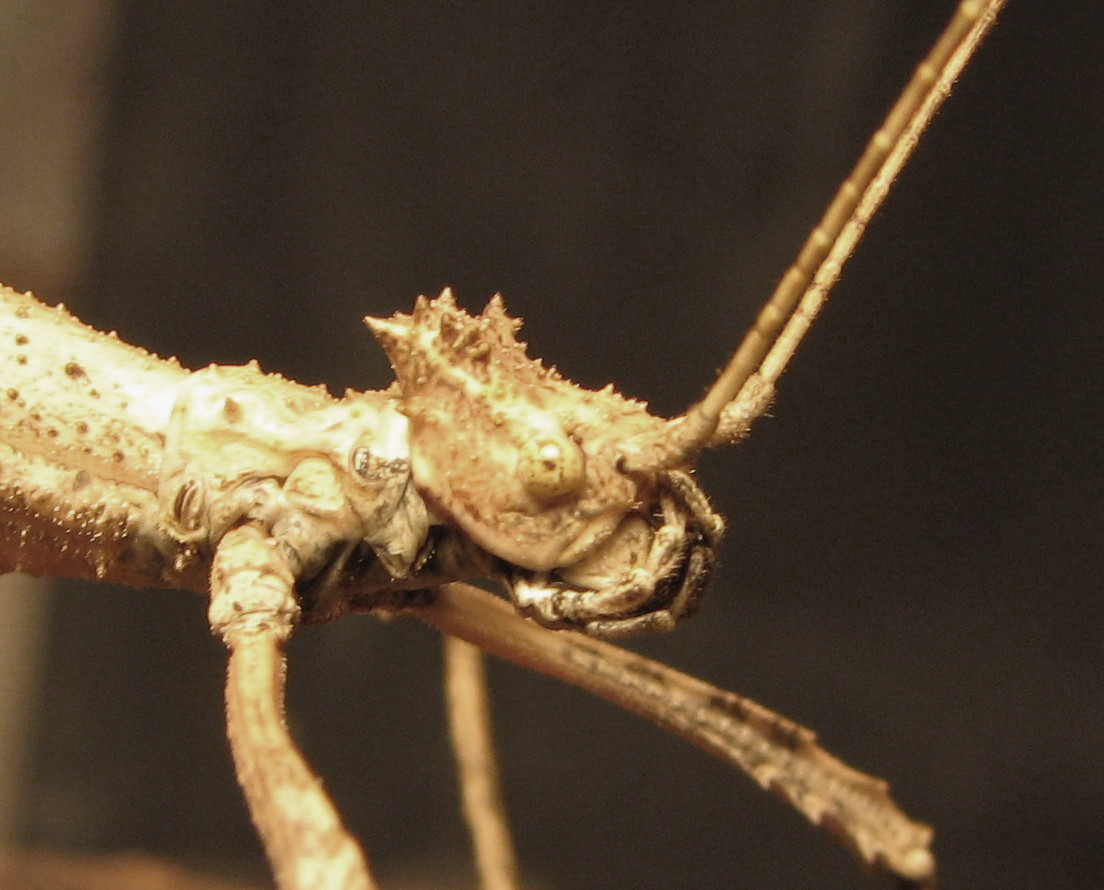
Porträt

Sungaya inexpectata ist eine Art aus der Ordnung der Gespenstschrecken (Phasmatodea) und die Typusart der Gattung Sungaya. Als deutschen Trivialname findet man auch bezugnehmend auf den Artzusatz Unerwartete Stabschrecke, während der Erstbeschreiber den Namen Sungay-Gespenstschrecke verwendet, welcher sich wiederum auf den Fundort der Art bezieht. Im englischen Sprachraum ist „Sungay Stick Insect“ oder auch „Sunny Stick Insect“ zu finden.

## Entdeckung und Vorkommen
Am 8. September 1995 sammelte Oliver Zompro im Barangay Sungay der Stadt Tagaytay in der Provinz Cavite auf der philippinischen Insel Luzón eine Nymphe dieser bis dahin unbekannten Art.
Sie starb wenig später bei einer Fehlhäutung während des Transports. Am 7. Oktober 1995 fand er fast an der gleichen Stelle ein adultes Weibchen. Zompro ordnet seinen Fundort (Sungay, Tagaytay) fälschlich der deutlich weiter im Süden gelegenen Provinz Batangas zu, was bei der Nennung des Fundortes des aus dem zweiten Tier hervorgegangenen Zuchtstammes zu Falschnennung führte. Ob sich der genaue Fundort im Baranggay Sungay East oder Sungay West befindet, wird ebenfalls nicht angegeben. Weitere Weibchen fand Zompro 1999 in der Nähe des ursprünglichen Fundortes nahe dem Taal-See im Dschungel bei Tagaytay auf Farnen.

## Merkmale
Die Weibchen erreichen eine Länge von 80 bis 85 Millimetern und ein Gewicht von etwa fünf Gramm. Am Hinterleibsende befindet sich der für Arten der Obriminae typische schnabelförmige sekundäre Legestachel, der den eigentlichen Ovipositor umgibt. Die Nymphen und die frisch gehäuteten Imagines der seit 1995 bekannten Form sind sehr hell (beige). Mit zunehmendem Alter werden die erwachsenen Weibchen immer dunkler. Auffällig ist die Stachelkrone am Hinterkopf und die vier flachen Stacheln an Meso- und Metanotum. Diese sind bei hellen Weibchen häufig von einem braunen Rautenmuster umgeben.

## Fortpflanzung

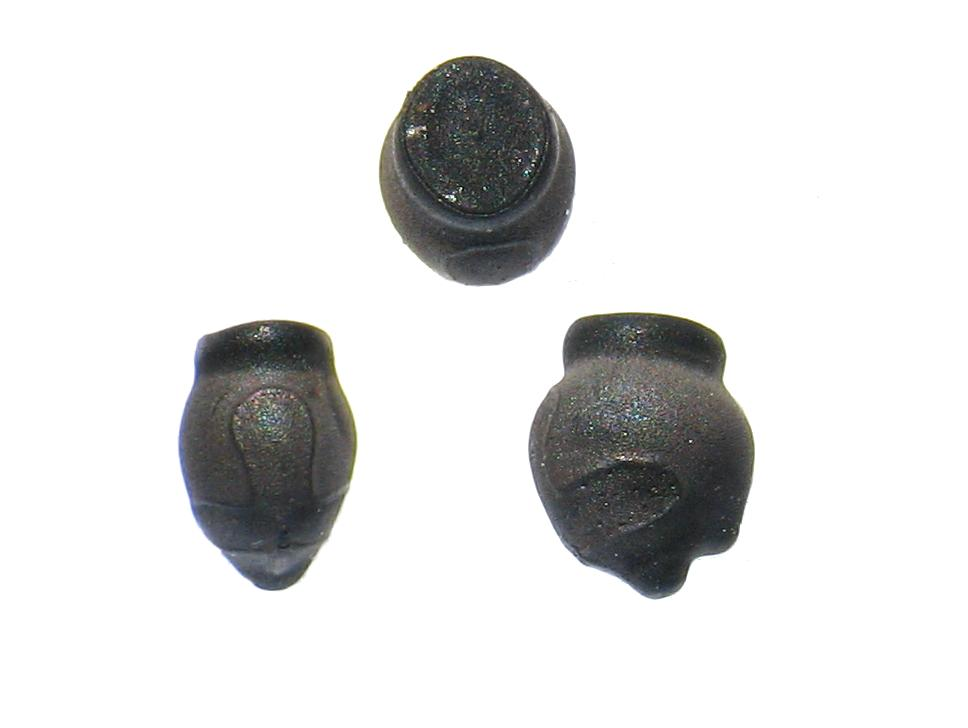
Ei von Sungaya inexpectata „Highland“, oben Blick auf den Deckel (Operculum), links von dorsal, rechts von lateral

Die bisher bekannten Vertreter der Art vermehren sich durch Parthenogenese. Die ersten Nachkommen des Wildfangtiers legten die amphorenförmigen, mit etwa 4,5 Millimeter Länge und 3,7 Millimeter Breite verhältnismäßig großen Eier noch alle zwei Wochen in Gelegen von 10 bis 12 Stück im Erdreich ab. Spätere Generation legten ihre Eier einzeln in den Boden ab. Nach 4 bis 6 Monaten schlüpfen die Nymphen, welche beim Schlupf schon 17 Millimeter lang sind. Frisch geschlüpften Nymphen sind, wie auch die frisch adulten Weibchen sehr hell sind gefärbt. Die gesamte Entwicklung zur Imago dauert etwa drei bis vier Monate.

## Systematik
Zompro beschrieb die Art und Gattung 1996 anhand der 1995 gefundenen beiden Tiere. Das adulte Weibchen wurde als Holotypus der Art, die kurz zuvor gesammelte weibliche Nymphe und zwei Nachzuchttiere des Holotypus als Paratypen deklariert. Alle vier sind in seiner Sammlung hinterlegt, die nach seinen Angaben dem Zoologisches Museum der Christian-Albrechts-Universität zu Kiel angegliedert ist, obwohl diese dort nicht verfügbar ist. In einer späteren Veröffentlichung bei der Zompro Herausgeber ist, wird angekündigt, dass der Holotypus dem Museum of Natural History der Universität der Philippinen in Los Baños übergeben werden soll. Der Gattungsname bezieht sich auf den Fundort des Holotypus. Der Artname leitet sich vom lateinischen „inexpectatus“ ab und bedeutet „unerwartet“. In ihren auf Genanalysen basierenden Untersuchungen zur Klärung der Phylogenie der Heteropterygidae wurde von Sarah Bank et al. gezeigt, dass neben der ursprünglich beschriebenen Art, dort als Sungaya inexpectata (Sungay „Highland“) bezeichnet, noch zwei bis drei weitere Arten existieren. Zwei von diesen, sowie eine von Bank et al. nicht untersuchte wurden im Jahr 2023 beschrieben. Die aus Benguet stammende Sungaya ibaloi ist demnach die  Schwesterart von Sungaya inexpectata.

## Terrarienhaltung
Das von Zompro gefundene adulte Weibchen legte lediglich vier Eier, bevor es verstarb. Aus diesen schlüpften drei Nymphen, von denen zwei zu adulten Weibchen heranwuchsen. Laut Zompro ging der gesamte in Kultur befindliche Bestand der Gattung jahrelang auf diese zwei Weibchen zurück. Ob er auch Nachzuchten von den 1999 am Taal-See auf Farnen gefundenen und erfolgreich vermehrten Weibchen verteilt hat, lässt Zompro offen.
Der aus dem ersten Weibchen bzw. dessen zwei Nachkommen resultierende Zuchtstamm wird als „Highland“, Sungay „Highland“ oder fälschlich als ‚Bantangas‘ bezeichnet. Er wird nur noch sehr selten gehalten. Alle seit 2008 eingeführten sexuellen, meist als „Lowland“ bezeichneten Stämme gehören nicht zu Sungaya inexpectata.
Die Tiere benötigen Temperaturen von 22 bis 27 °C und eine Luftfeuchtigkeit zwischen 60 und 80 Prozent. Sie sitzen tagsüber versteckt an Pflanzenteilen, die vorzugsweise ähnliche Farben haben, wie die Tiere selbst und sind erst nachts bei der Nahrungsaufnahme zu beobachten. Gefressen werden neben Guavenblättern (Psidium) auch leicht zu beschaffende Brombeerblätter, Hasel, Rose, Wildrose, Rotbuche, Hainbuche, Spitzahorn, Efeu, Hartriegel, Esche sowie zahlreiche andere Laubblätter und sogar Gurke, wodurch sie als Terrarienpfleglinge sehr unkompliziert sind. Die Futterpflanzen werden als belaubte Zweige in enghalsigen Vasen in das Terrarium gestellt und etwa alle zwei Tage mit Wasser besprüht (Blumensprüher). Zur Eiablage sollte eine gut fünf Zentimeter hohe Schicht eines leicht feuchten Humus-Sand-Gemisches den Boden bedecken. Die Eier können im Boden belassen werden oder zur besseren Kontrolle in einen einfachen Inkubator überführt werden.
Die Art gehörte nach ihrer Einführung zu den am häufigsten gehaltenen Gespenstschrecken und wird von der Phasmid Study Group unter der PSG-Nummer 195 geführt.

## Bilder

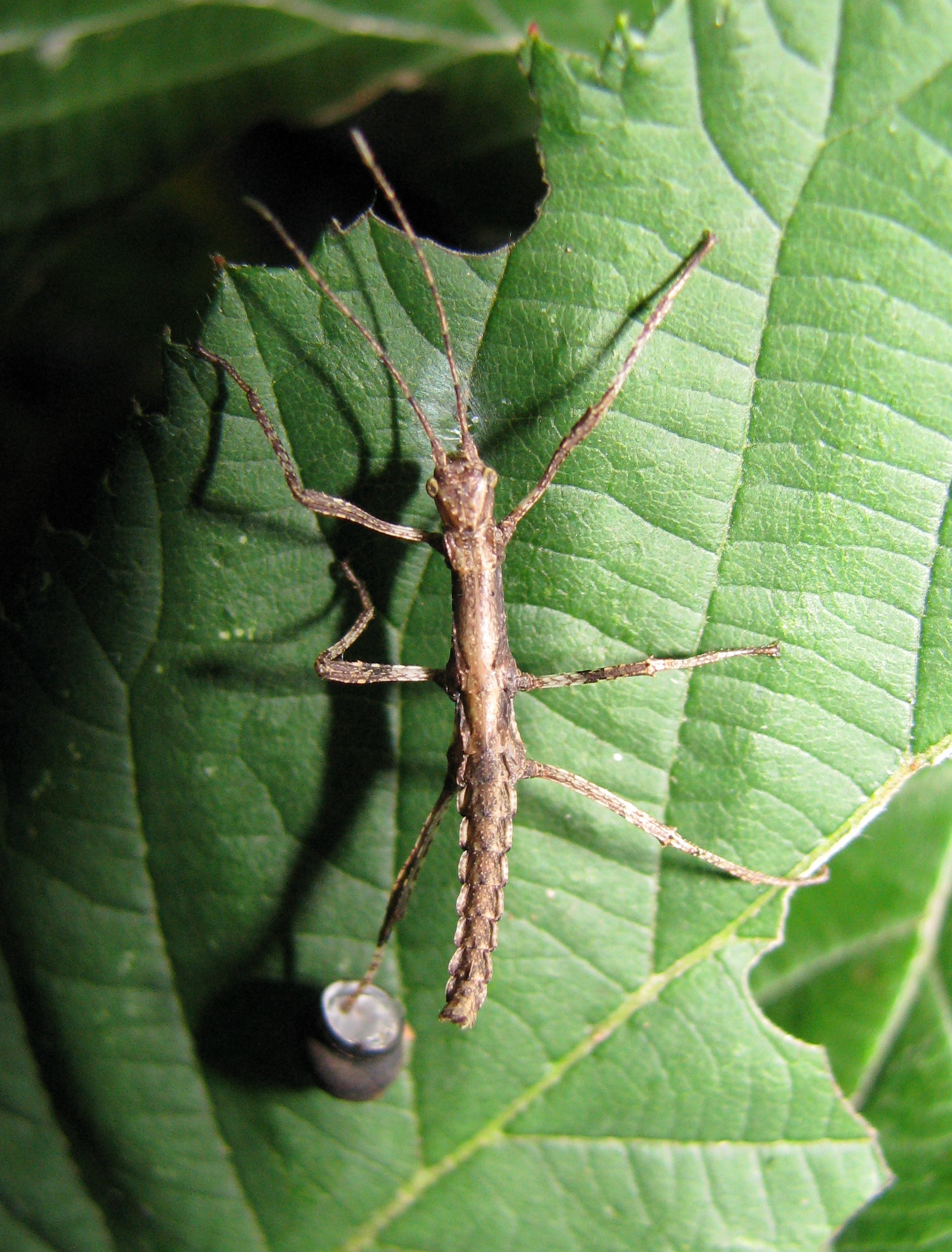
Frisch geschlüpfte Nymphe
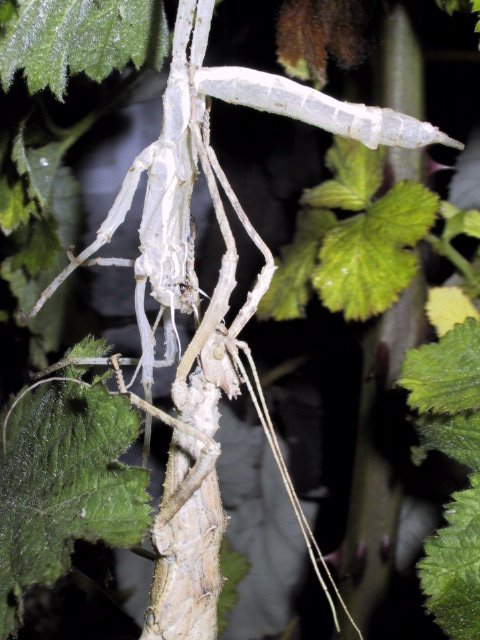
Weibchen an Exuvie
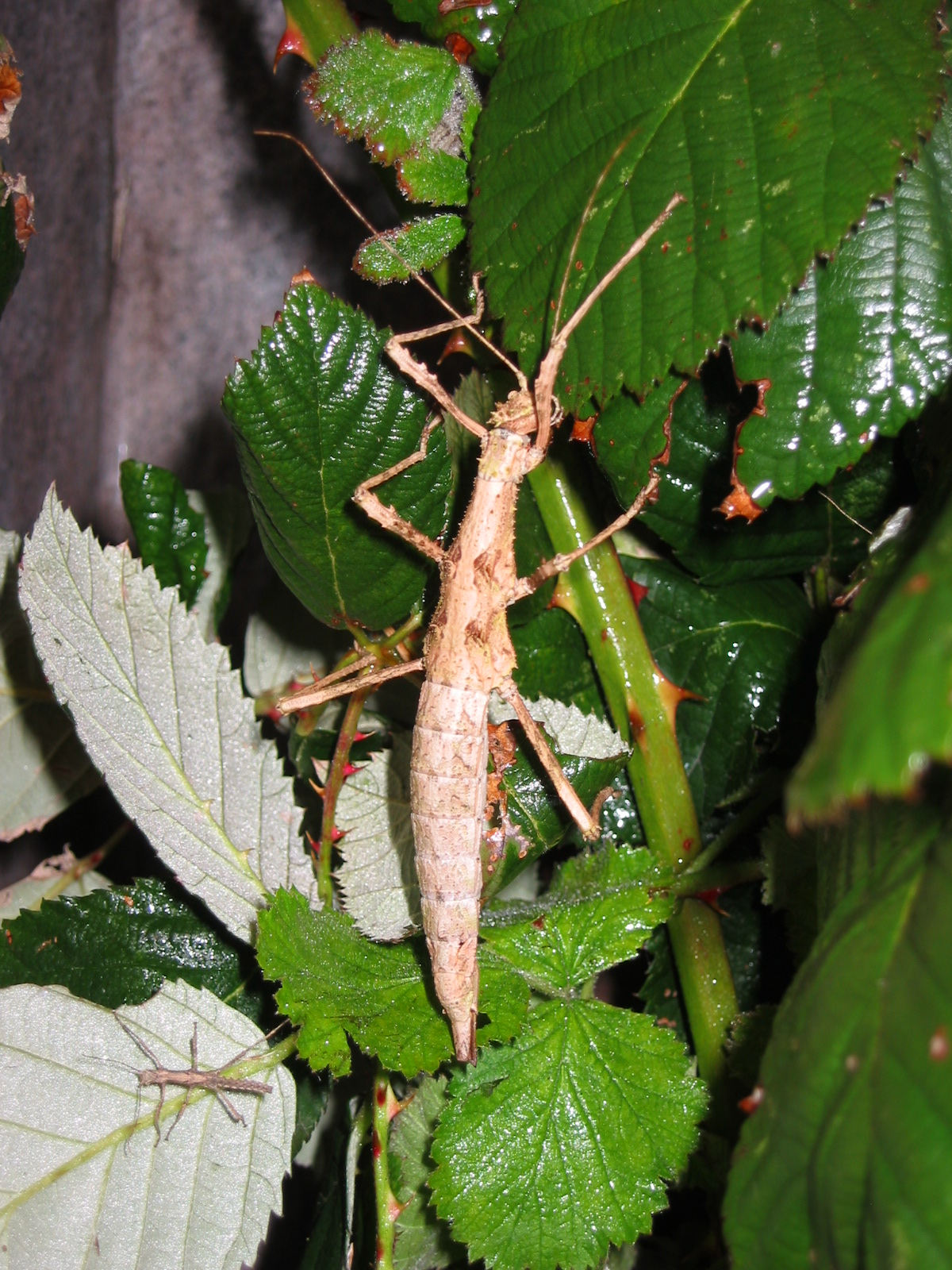
Weibchen mit Nymphe